# Атриум (квартет)
Струнный квартет «Атриум» — российский струнный квартет, основанный в 2000 году студентами Санкт-Петербургской консерватории, в классе Иосифа Левинзона, виолончелиста квартета им. Танеева.
В 2001—2002 годах квартет завоевал ряд международных премий, а в 2003 г. стал первым российским ансамблем, выигравшим Лондонский конкурс струнных квартетов. Благодаря этому успеху звукозаписывающая компания EMI выпустила дебютный альбом квартета, в который вошли сочинения Моцарта, Чайковского и Шостаковича. В 2007 году получил Гран-При на другом известном конкурсе квартетов в Бордо. Последующие записи музыкантов включают произведения Гайдна, Бетховена, Брамса, Дебюсси, Шостаковича, Рахманинова, Юрия Фалика, Чары Нурымова, все струнные квартеты испанского композитора Хорди Сервельо, два из которых («A Bach» и «Санкт-Петербург») посвящены коллективу; выступление квартета в Маастрихте с квартетом № 2 Чайковского было записано с концерта и распространено на DVD. Квартет «Атриум» стал первым исполнителем Струнного квартета № 2 Андрея Петрова. С 2007 года музыканты квартета живут и работают в Берлине.
В сезоне 2013 - 2014 музыканты квартета представили публике уникальный проект, названный "Шостакович-Марафон", где все пятнадцать струнных квартетов Д.Д. Шостаковича были исполнены в течение одного дня. Концерты проекта прошли во Франции, Исландии,Германии, России и Японии.

## Состав
Первая скрипка:
- Никита Борисоглебский (с 2017 г.)
- Сергей Малов (2015 - 2017 гг.)
- Алексей Науменко (2000-2015 гг.)

Вторая скрипка:
- Антон Ильюнин

Альт:
- Дмитрий Питулько  (с 2004 г.)
- Дмитрий Усов  (2000-2004 гг.)

Виолончель:
- Анна Горелова